# Стройучасток
Стройуча́сток (рос. Стройучасток) — селище у складі Верхньобуреїнського району Хабаровського краю, Росія. Входить до складу Аланапського сільського поселення.

## Населення
Населення — 1 особа (2010; 4 у 2002).
Національний склад (станом на 2002 рік):
- росіяни — 75 %